# کوستیانتینیفکا
کوستیانتینیفکا (اوکراینی: Костянтинівка, تلفظ می‌شود [kosʲtʲɐnˈtɪn⁽ʲ⁾iu̯kɐ]; روسی: Константиновка) در استان دونتسک در کشور اوکراین است. جمعیت این شهر ۶۸,۷۹۲ نفر (۲۰۲۱ تخمینی)است.